# Swap⇔Swap
《Swap⇔Swap》是創作的日本四格漫畫作品。於芳文社杂誌《Manga Time Kirara Carat》2014年10月号至12月号客串連載，2015年3月号正式連載至2019年4月号。單行本全4冊。

## 剧情简介
普通的女高中生一之濑春子和二阶堂夏子发现她们有着特殊的能力，那就是：只要接吻，即可彼此交换身体，与此同时还可获得被交换者的味觉，身体状况和运动能力。现阶段只有春子和夏子，秋穗和冬美可以彼此交换身体，想要换回来的话只能再次接吻。
然而也有例外情况，短时间连续两次接吻时或者一方失去意识时不能交换身体。

## 登場角色
一之瀨春子
高中一年級生，身高152cm，A罩杯，扎着两个马尾。班级里的头号优等生，只要與夏子接吻就可以交換身體。由于面相不善且喜欢骚扰胸部较大的女孩子，所以在初中时期几乎没有朋友。
喜欢玩游戏，不擅长料理和运动，喜欢“演歌”和夏子做的料理。
对自己胸小很困扰，十分在意别的女孩子的胸围。
二階堂夏子。
高中一年級生，身高162cm，D罩杯，有一头金发。班级里的辣妹，只要與春子接吻就可以交換身體。
性情单纯，不会应对男性。初中时期是黑发，与春子相反，学习不好但很会做料理。喜欢猫却又对猫过敏。
家里的独生女，很想要一个兄弟。
三島秋穗
高中一年級生，短发，性情温和，很有钱，家里住豪宅，可以和冬美交換身體。
喜欢运动，所以身材较好，有时冬美会借用她的身体出学校。
成绩优秀，常常与春子竞争年级第一，拥有怎么吃都不胖的体质，喜欢吃冬美做的点心。
四方冬美
高中一年級生，卷发，性格强气，可以和秋穗交換身體。
讨厌学习，常常与夏子竞争年级倒数第一。同样喜欢玩游戏且玩得比春子还好。
不擅长运动却又担心超重，所以在与秋穗交换身体后会用秋穗的身体进行锻炼。
遊佐五月
春子的友人，扎着马尾，身高165，F罩杯。能够理解接吻交换身体的人的一个。
擅長製作菓子，家里有两个弟弟。
東條夢芽
春子的友人，直发，身高156cm，D罩杯。
同样有着怎么吃都不胖的体质，有个哥哥，家里养着一只猫。
一之瀨櫻
春子的妹妹。喜歡游泳。

## 出版書籍
| 冊數 | 芳文社         | 芳文社                 |
| 冊數 | 發售日期       | ISBN                   |
| ---- | -------------- | ---------------------- |
| 1    | 2015年11月27日 | ISBN 978-4-8322-4638-6 |
| 2    | 2016年12月27日 | ISBN 978-4-8322-4787-1 |
| 3    | 2018年1月27日  | ISBN 978-4-8322-4913-4 |
| 4    | 2019年4月25日  | ISBN 978-4-8322-7086-2 |